# 1×1
『1×1 ONE-BY-ONE』（ワン・バイ・ワン）は、1997年4月から1998年3月まで、TBS系列（テレビ山口・テレビ高知を除く）で放送されていた毎日放送制作のトーク番組である。放送時間は、毎週日曜23:00 ‐ 23:30（JST）。

## 概要
毎週1人の芸能人が、今1番会いたい人（芸能人・著名人など）と対談する番組として放送された。対談は、司会無しのフリートーク形式で行われた。番組は、全編オールVTR、ステレオ放送で制作された。
第1回は、有森裕子と平尾誠二の対談が放送された。

## 対談出演者
- 立川談志×山本晋也

## ナレーター・提供読み
- 佐藤佑暉（前期）
- ボンバー森尾（後期）

## テーマ音楽
Char

## スポンサー
スポンサーは、アサヒビール（2'00"、筆頭スポンサー）、SUBARU(富士重工)（1'00"）の2社だけとなった。提供読みはナレーションの声優が担当した。
以後、現在も放送している『情熱大陸』まで、この2社スポンサーの体裁が続いている。